# Radu Negulescu
Radu Negulescu, nach 1980 Johann R. Wolf (* 22. März 1941 in Bistrița, deutsch Bistritz), ist ein rumänisch-deutscher Frauenarzt und ehemaliger rumänischer Tischtennisnationalspieler aus den 1960er Jahren. Er wurde 1960 Vizeeuropameister.

## Sportlicher Werdegang
Bereits in seiner Jugend erzielte Radu Negulescu mehrere Erfolge bei Jugendeuropameisterschaften: 1958 siegte er im Doppel mit Gheorghe Cobirzan und mit der Mannschaft, ein Jahr später holte er den Titel im Einzel, Doppel mit Adalbert Rethi und Mixed mit Mariana Barasch. 1960 wurde er erstmals für die Europameisterschaft nominiert. Dabei erzielte er seinen größten Erfolg, indem er im Einzel Vizeeuropameister hinter dem Ungarn Zoltán Berczik wurde. Auch im Mixed mit Angelica Rozeanu holte er Silber. Bei den Europameisterschaften 1964, 1966 und 1968 gewann er keine Medaille mehr. Von 1959 bis 1967 nahm er an fünf Weltmeisterschaften teil. Bei den Balkanmeisterschaften wurde er in den 1960er Jahren viermal Erster (u. a. in den Doppeln 1964 mit Dorin Giurgiucă und 1967 mit Adalbert Rethi sowie 1966 im Mixed mit Carmen Crişan) und fünfmal Zweiter.
Nationaler Meister wurde er sechsmal im Einzel (1959, 1961, 1962, 1964, 1966, 1967), fünfmal im Doppel (1961 bis 1964 mit Adalbert Rethi, 1968 mit Dorin Giurgiucă) und 1964 im Mixed Maria Alexandru. Mit dem Verein CSM Cluj gewann er 1961, 1964, 1965, 1966 und 1967 den Europapokal.
Seine Erfolge wurden mit dem Titel Meister des Sports gewürdigt. Nach 1968 trat Radu Negulescu international nicht mehr in Erscheinung.

## Privates und Werdegang als Frauenarzt
Negulescus Vater, Jean, ein Arzt, war deutscher Herkunft. Radu Negulescu ist verheiratet und hat zwei Kinder. Er arbeitete als Gynäkologe in einer Klinik in Cluj-Napoca. 1975 nahm er eine Stelle als Assistenzarzt an der Frauen-Klinik Ulm an, nebenbei spielte er beim SSV Ulm 1846 in der Baden-Württembergischen Liga. 1981 übersiedelte er mit seiner Familie endgültig nach Deutschland, weil er hier für seine Kinder die besseren Perspektiven sah. Er änderte seinen Namen in Johann R. Wolf und hatte bis zum Erreichen des Ruhestandes Ende 2006 eine Praxis als Gynäkologe in Pulheim.

## Turnierergebnisse
| Verband | Veranstaltung                         | Jahr | Ort        | Land | Einzel     | Doppel     | Mixed         | Team |
| ------- | ------------------------------------- | ---- | ---------- | ---- | ---------- | ---------- | ------------- | ---- |
| ROU     | Balkan Meisterschaft                  | 1967 | Antalya    | TUR  | Silber     | Gold       |               |      |
| ROU     | Balkan Meisterschaft                  | 1966 | Brasov     | ROU  | Halbfinale | Silber     | Gold          |      |
| ROU     | Balkan Meisterschaft                  | 1964 | Athen      | GRE  |            | Gold       | Silber        | 1    |
| ROU     | Balkan Meisterschaft                  | 1963 | Athen      | GRE  | Halbfinale | Silber     | Silber        |      |
| ROU     | Europameisterschaft                   | 1968 | Lyon       | FRA  | letzte 16  |            |               |      |
| ROU     | Europameisterschaft                   | 1966 | London     | ENG  | letzte 16  |            |               |      |
| ROU     | Europameisterschaft                   | 1964 | Malmö      | SWE  |            |            | Viertelfinale |      |
| ROU     | Europameisterschaft                   | 1960 | Zagreb     | YUG  | Silber     |            | Silber        |      |
| ROU     | Jugend-Europameisterschaft (Junioren) | 1959 | Constanza  | ROU  | Gold       | Gold       | Gold          |      |
| ROU     | Jugend-Europameisterschaft (Junioren) | 1958 | Falkenberg | SWE  |            | Gold       |               | 1    |
| ROU     | Weltmeisterschaft                     | 1967 | Stockholm  | SWE  | letzte 16  | letzte 16  | letzte 64     | 9    |
| ROU     | Weltmeisterschaft                     | 1965 | Ljubljana  | YUG  | letzte 128 | letzte 16  | letzte 16     | 11   |
| ROU     | Weltmeisterschaft                     | 1963 | Prag       | TCH  | letzte 32  | letzte 128 | letzte 32     | 13   |
| ROU     | Weltmeisterschaft                     | 1961 | Peking     | CHN  | letzte 64  | letzte 16  | letzte 64     | 8    |
| ROU     | Weltmeisterschaft                     | 1959 | Dortmund   | FRG  | letzte 64  | letzte 32  | letzte 32     | 9    |